# (2631) Zhejiang
(2631) Zhejiang (1980 TY5) – planetoida z grupy pasa głównego asteroid okrążająca Słońce w ciągu 4,69 lat w średniej odległości 2,8 j.a. Odkryta 7 października 1980 roku.